# Vincenzo Telesca
Vincenzo Telesca (Potenza, 4 settembre 1975) è un politico italiano, sindaco di Potenza dal 2024.

## Biografia
Laureato in giurisprudenza all'Università di Bologna, svolge la professione di avvocato.
Iscritto al Partito Democratico dalla sua fondazione al 2024, Telesca viene eletto consigliere comunale a Potenza nelle file del PD alle elezioni amministrative del 2014, venendo riconfermato anche alla tornata elettorale successiva.

### Sindaco di Potenza
In occasione delle elezioni comunali del 2024, viene candidato da cinque liste di campo progressista, con l'appoggio esterno del Partito Democratico, alla carica di sindaco di Potenza.
Dopo essersi classificato secondo al primo turno con il 32,44% dei voti, riesce ad avere la meglio al ballottaggio venendo eletto sindaco con il 64,92% dei voti e sconfiggendo il candidato del centro-destra Francesco Fanelli, grazie anche al supporto dei candidati progressisti esclusi dopo il primo turno.